# ヴァッテンフォール・サイクラシックス2010
ヴァッテンフォール・サイクラシックス2010（Vattenfall Cyclassics 2010）は、ヴァッテンフォール・サイクラシックスの15回目のレース。2010年8月15日に行われ、タイラー・ファーラーが連覇を達成した。

## 参加チーム
UCIプロチーム
| - Ag2r-ラ・モンディアル - アスタナ - ケス・デパーニュ - エウスカルテル・エウスカディ - フートン-セルベット-フジ - フランセーズ・デ・ジュー | - ガーミン・トランジションズ - ランプレ-ファルネーゼ - リクイガス・ドイモ - オメガファーマ・ロット - クイックステップ - ラボバンク | - チーム・スカイ - チーム・HTC - コロンビア - チーム・カチューシャ - チーム・ミルラム - チーム・レディオシャック - チーム・サクソバンク |

ワイルドカード選出チーム
- ヴァカンソレイル
- BMC・レーシングチーム
- スキル・シマノ

## 結果
ハンブルク 225km

### レース順位
| 順位 | 選手名                           | 国籍           | チーム                     | 時間          |
| ---- | -------------------------------- | -------------- | -------------------------- | ------------- |
| 1    | タイラー・ファーラー             | アメリカ合衆国 | ガーミン・トランジションズ | 5時間02分36秒 |
| 2    | エドヴァルド・ボアソン・ハーゲン | ノルウェー     | チーム・スカイ             | 同            |
| 3    | アンドレ・グライペル             | ドイツ         | チーム・HTC - コロンビア   | 同            |
| 4    | アレクサンダー・クリストフ       | ノルウェー     | BMC・レーシングチーム      | 同            |
| 5    | アラン・デイヴィス               | オーストラリア | アスタナ                   | 同            |
| 6    | ダニエーレ・ベンナーティ         | イタリア       | リクイガス・ドイモ         | 同            |
| 7    | トム・レーザー                   | オランダ       | ラボバンク                 | 同            |
| 8    | エンリケ・マタ                   | スペイン       | フートン・セルベット・フジ | 同            |
| 9    | セバスティアン・イノー           | フランス       | Ag2r・ラ・モンディアル     | 同            |
| 10   | マルコ・マルカート               | イタリア       | ヴァカンソレイル           | 同            |

### スプリント賞
| 順位 | 選手名                 | 国籍     | チーム                   | ポイント |
| ---- | ---------------------- | -------- | ------------------------ | -------- |
| 1    | セバスティアン・ラング | ドイツ   | オメガファーマ・ロット   | 9        |
| 2    | ガティス・スムクリス   | ラトビア | Ag2r・ラ・モンディアル   | 6        |
| 3    | アントニー・ジェラン   | フランス | フランセーズ・デ・ジュー | 5        |

### 山岳賞
| 順位 | 選手名               | 国籍     | チーム                   | ポイント |
| ---- | -------------------- | -------- | ------------------------ | -------- |
| 1    | ニコライ・トルソフ   | ロシア   | チーム・カチューシャ     | 6        |
| 2    | アントニー・ジェラン | フランス | フランセーズ・デ・ジュー | 6        |
| 3    | ロビン・シェニョー   | オランダ | スキル・シマノ           | 3        |